# Marie-Antoinette Katoto
Marie-Antoinette Katoto, född 1 november 1998 i Colombes, är en fransk fotbollsspelare (anfallare) som representerar Paris Saint-Germain och det franska landslaget. Hon var en del av det landslag som spelade i Europamästerskapet i England år 2022.